# Jorge Alberto Valdano Castellanos
Jorge Alberto Valdano Castellanos és un exfutbolista i entrenador de futbol argentí, que també té nacionalitat espanyola. Va néixer a Las Parejas (Província de Santa Fe). Jugava de davanter i el seu primer equip va ser el Newell's Old Boys. Posteriorment va actuar a la Lliga Espanyola jugant amb el Reial Saragossa i el Reial Madrid CF.
Va iniciar la seva carrera com a entrenador amb el CD Tenerife, club on va viure els famosos finals de Lliga de les temporades 1991-92 i 1992-93, en què va guanyar en el darrer partit a casa el seu exequip el Reial Madrid, permetent la victòria del FC Barcelona en el Campionat. Va ser fitxat posteriorment pel club blanc com a entrenador. Actualment ocupa el càrrec de Director General al Reial Madrid CF, sota la presidència de Florentino Pérez.